# Károly Kós
Károly Kós (Hongaars: Kós Károly, Duits: Károly Kosch) (Timisoara, 16 december 1883 – Cluj-Napoca, 24 augustus 1977) was een Hongaarse architect, schrijver, illustrator, graficus, ethnoloog en politicus in Oostenrijk-Hongarije en Roemenië. Hij was gespecialiseerd in traditionalistische architectuur.

## Biografie
Hij werd geboren in de toenmalige Hongaarse stad Temesvár (nu: Timisoara) als Károly Kosch, zoon van een Saksische postmedewerker, zijn moeder was van Frans-Oostenrijkse afkomst. Zijn middelbare school doorliep hij aan het Hongaars Gereformeerd College in Kolozsvár (Nu: Cluj-Napoca). Daarna ging hij studeren aan de Technische Universiteit Boedapest waar hij in 1907 afstudeerde. Hij ging werken bij verschillende architectenbureaus en onderzocht de traditionele architectuur van het Szeklerland. In zijn werk als ontwerper werd hij met name geïnspireerd in de volksbouwkunst van de regio Kalotaszeg. In 1912 werd zijn boek Oud Kalotaszeg bekroond met de Czigler-medaille van het Hongaarse Ingenieurs- en architecten genootschap. 
In 1910 koopt hij een stuk grond in het dorpje Stana in het gebied Kalotaszeg (Transsylvanië) waar hij een zomerhuis bouwt (later zijn vaste woonplek). Hij trouwt in die tijd met de dochter van de Hongaars Gereformeerde dominee van Türe (Nu: Turea in de gemeente Gârbău. Ze krijgen vier kinderen (3 zoons en een dochter). 
In 1920 komt Transsylvanië in handen van Roemenië. In 1921 is Kós een van de oprichters van de Transsylvanische Volkspartij. In 1924 richt hij het Transsylvanisch gilde voor schone kunsten op, hij zou lid blijven tot het einde van dit genootschap in 1944. In 1926 is hij ook betrokken bij de oprichting van het Transsylvanische schrijversgenootschap Helikon. Hij is de hoofdredacteur van het blad Erdély Helikon dat het genootschap uitgeeft. Vanaf 1940 geeft Kós les aan de Agrarische Hogeschool van Kolozsvár (dat dan weer in Hongarije is opgenomen).
In 1944 moet hij uit zijn huis in Stana vluchten nadat Roemeense troepen het gebied weer innemen. Na de Tweede Wereldoorlog zet hij zich weer in voor de democratische zaak en is hij voorzitter van het Hongaarse Volksverbond in het district Cluj. Tussen 1946 en 1948 is hij lid van het Roemeens parlement.   

## Werken
- 1909-1912: Diverse paviljoens Dierentuin van Boedapest
- 1910: Ravenburcht in Stana (zomerhuis/woonhuis)
- 1911: Landhuis in Szada
- 1911-1912: Szekler nationaal museum in Sfântu Gheorghe (Sepsiszentgyörgy)
- 1912-1913: Hongaars Gereformeerde kerk in Kolozsvár (Cluj-Napoca)
- 1912–1913: Gebouwencomplex aan hoofdplein van Wekerletelep in Boedapest (Nu: Kós Károlytér)
- 1913: Bagolyvár restaurant in Boedapest
- 1923: Porceleinfabriek in Cluj-Napoca
- 1925: Kerk in Huedin
- 1927: Kerk in Stana
- 1929-1930: Gereformeerde school in Sfântu Gheorghe (Sepsiszentgyörgy)
- 1937 Kerk in Ketesd
- 1942: Agrarische school in Tirgu Mures (Marosvásárhely)

## Galerij

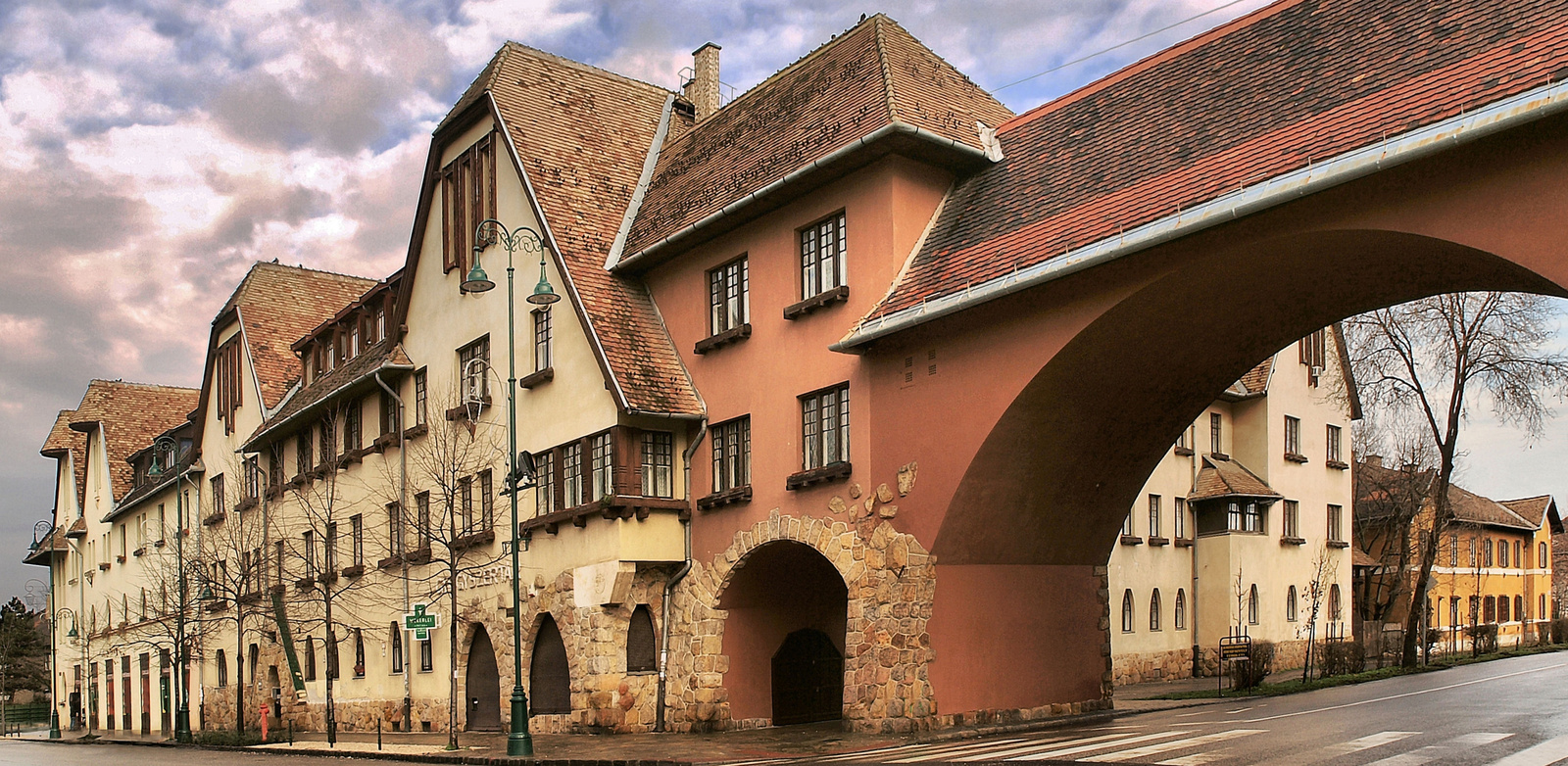
Wekerletelep Boedapest
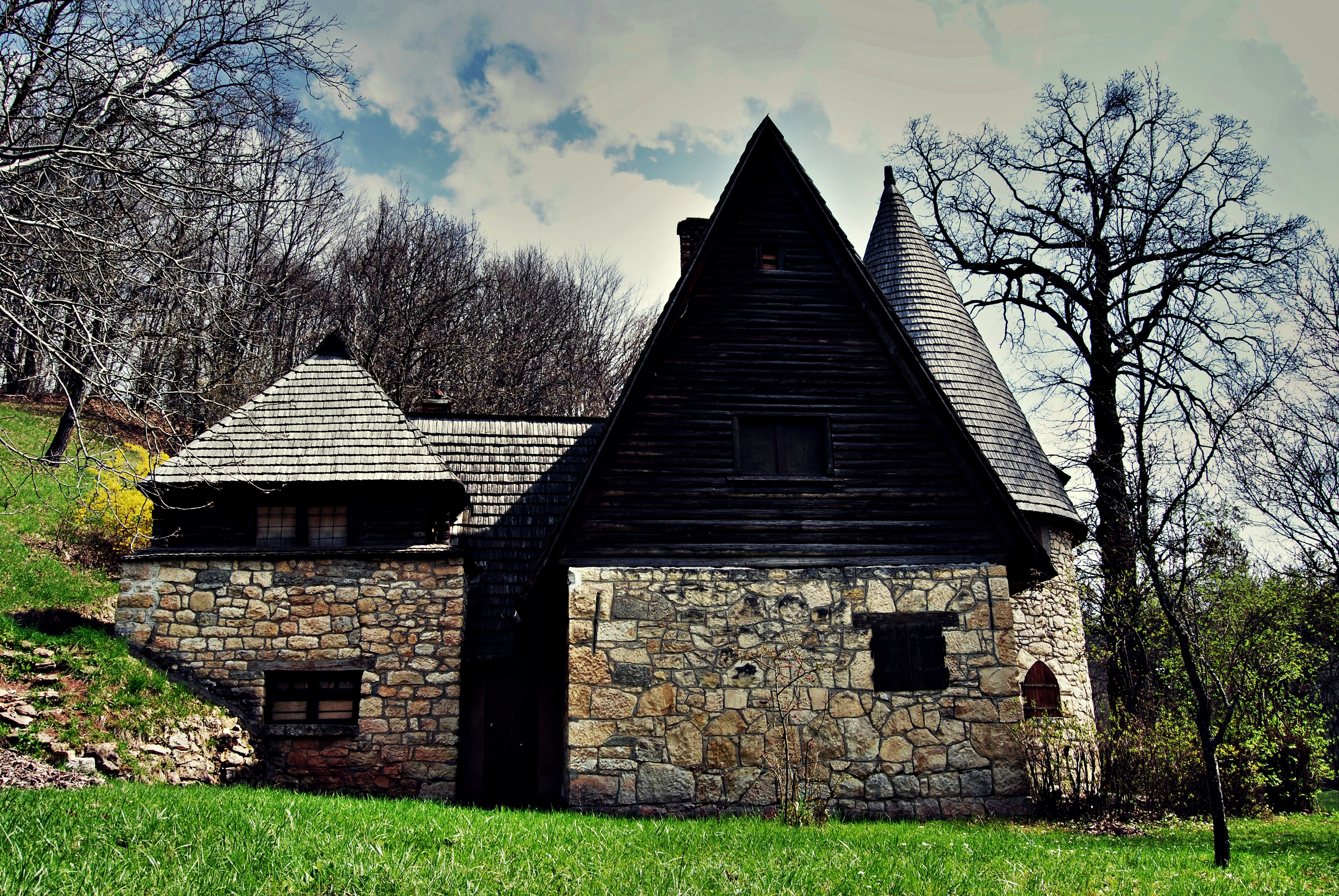
(Zomer)huis in Stana
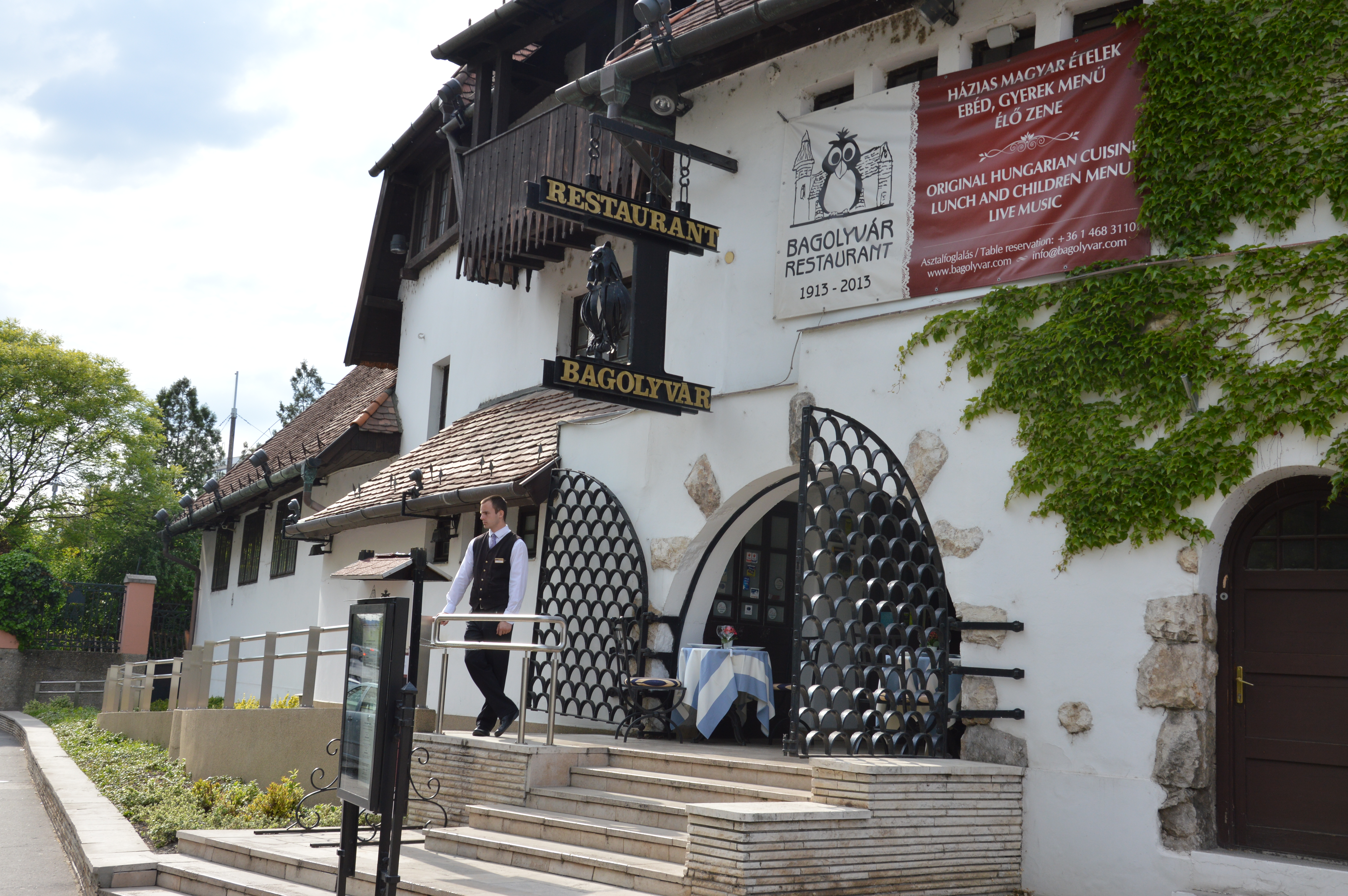
Bagolyvár restaurant Boedapest
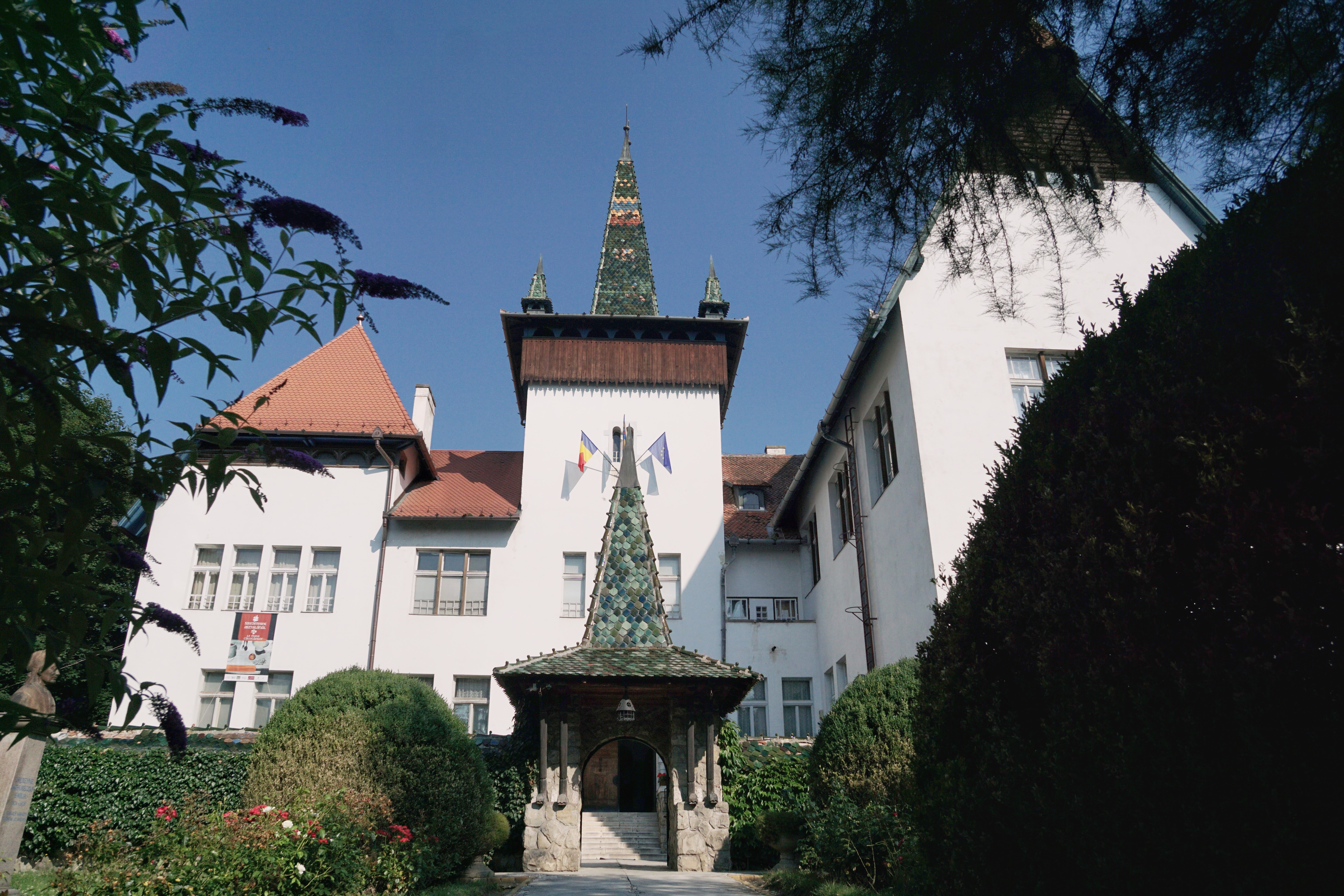
Szekler nationaal museum in Sfântu Gheorghe
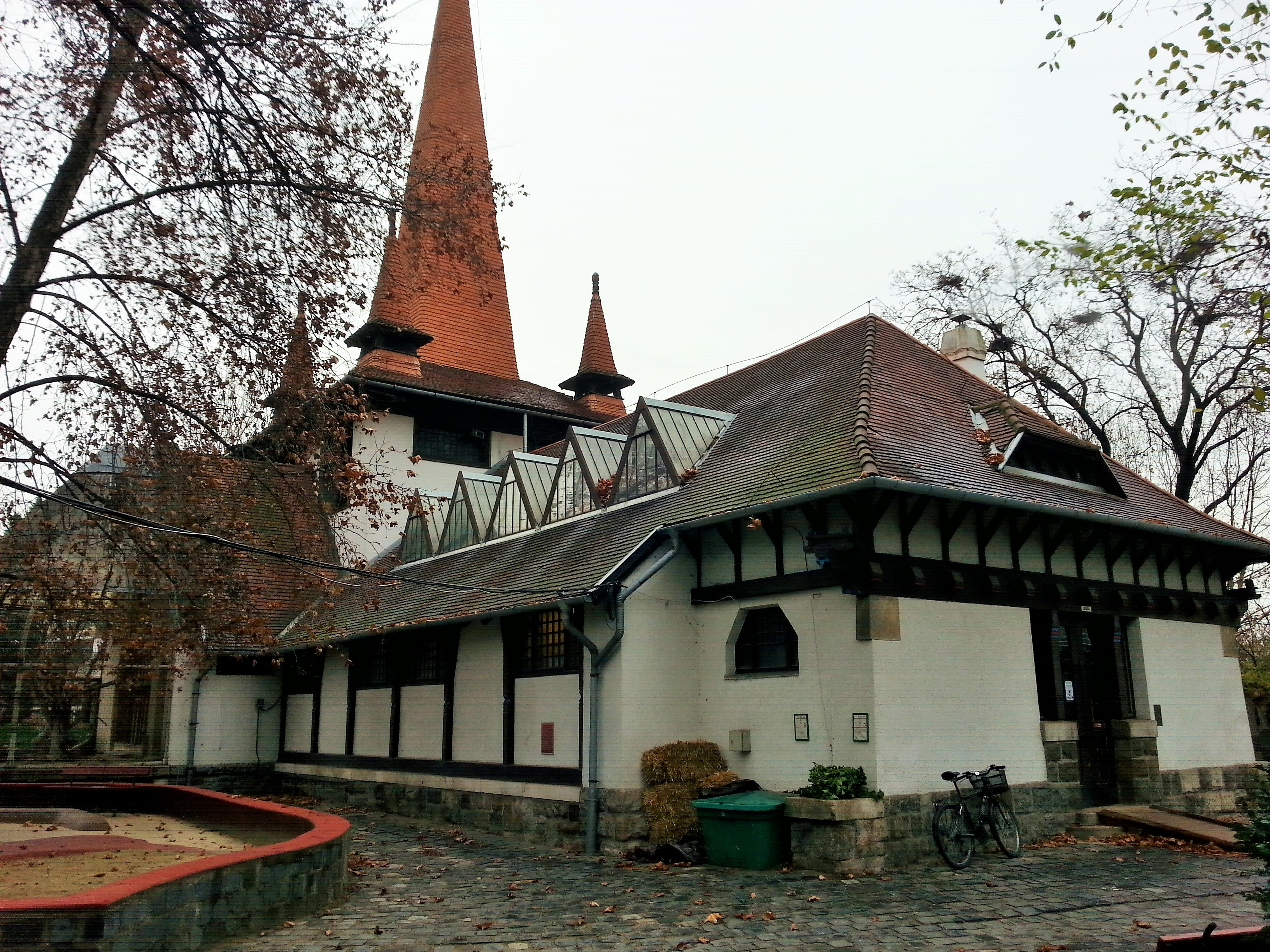
Vogelverblijf dierentuin Boedapest